# Elecciones al Senado de Argentina de 1928
Las Elecciones al Senado de la Nación Argentina de 1928 fueron realizadas a lo largo del mencionado año por las Legislaturas de las respectivas provincias para renovar 10 de las 30 bancas del Senado de la Nación. En la Capital Federal el senador fue electo mediante el sistema indirecto de votación, donde se eligieron a 68 electores que luego se reunirián en el Colegio Electoral y proclamarían al senador electo.
Dado el golpe de Estado del 6 de septiembre de 1930, ninguno de los electos en esta elección finalizó su mandato.

## Cargos a elegir
| Provincia           | Senado    | Senado    |
| Provincia           | Senadores | A renovar |
| ------------------- | --------- | --------- |
| Buenos Aires        | 2         | 1         |
| Capital Federal     | 2         | 1         |
| Catamarca           | 2         | 1         |
| Córdoba             | 2         | 1         |
| Corrientes          | 2         | —         |
| Entre Ríos          | 2         | —         |
| Jujuy               | 2         | —         |
| La Rioja            | 2         | —         |
| Mendoza             | 2         | 1         |
| Salta               | 2         | —         |
| San Juan            | 2         | —         |
| San Luis            | 2         | 2         |
| Santa Fe            | 2         | 1         |
| Santiago del Estero | 2         | 1         |
| Tucumán             | 2         | 1         |
| Total               | 30        | 10        |

## Resultados
| Partido         | Partido                               | Bancas |
| --------------- | ------------------------------------- | ------ |
|                 | Unión Cívica Radical                  | 5/10   |
|                 | Partido Demócrata Liberal             | 2/10   |
|                 | Unión Cívica Radical Antipersonalista | 1/10   |
|                 | Partido Liberal de Tucumán            | 1/10   |
| Bancas vacantes | Bancas vacantes                       | 1/10   |

## Resultados por provincia
| Provincia           | Senador electo                   | Partido                          | Partido                               |
| ------------------- | -------------------------------- | -------------------------------- | ------------------------------------- |
| Buenos Aires        | Pablo Torello                    |                                  | Unión Cívica Radical                  |
| Capital Federal     | Diego Luis Molinari              |                                  | Unión Cívica Radical                  |
| Catamarca           | Fernando M. Soria                |                                  | Unión Cívica Radical                  |
| Córdoba             | Benito Soria                     |                                  | Unión Cívica Radical                  |
| Mendoza             | Vacante hasta el fin del período | Vacante hasta el fin del período | Vacante hasta el fin del período      |
| San Luis            | Adolfo Rodríguez Saá "El Pampa"  |                                  | Partido Demócrata Liberal             |
| San Luis            | Epifanio Mora Olmedo             |                                  | Partido Demócrata Liberal             |
| Santa Fe            | Alberto J. Paz                   |                                  | Unión Cívica Radical                  |
| Santiago del Estero | Santiago E. Corvalán             |                                  | Unión Cívica Radical Antipersonalista |
| Tucumán             | Alfredo Guzmán                   |                                  | Partido Liberal de Tucumán            |

### Capital Federal
Elección el 1 de abril de 1928.
|  | 54,08 % |

|  | 16,86 % |

|  | 15,54 % |

|  | 11,44 % |

|  | 0,71 % |

|  | 0,61 % |

|  | 0,50 % |

|  | 0,20 % |

|  | 0,06 % |

|  | 92,41 % |

|  | 7,59 % |

|  | 100 % |

|  | 91,62 % |